# Neuroriabilitazione
La neuroriabilitazione è una branca della medicina specializzata nel curare e riabilitare il corpo in seguito a una lesione del sistema nervoso e a minimizzare o compensare eventuali alterazioni funzionali che ne derivano. Seppur nata nell'epoca moderna, è ormai una pratica riconosciuta in ambito internazionale, che comprende aspetti della neurofisiologia applicata alla riabilitazione, strumenti di indagine e riabilitativi.

## Caratteristiche
La neuroriabilitazione agisce sulla dimensione fisica, cognitiva, psicologica, sociale e culturale del soggetto. Vista la grande varietà di conseguenze che possono derivare da una lesione cerebrale, si utilizzano modelli personalizzati di assistenza sanitaria, con team multidisciplinari, che possano far fronte sia agli aspetti psicologici che a quelli motori o di apprendimento, al fine di ristabilire o modificare la routine quotidiana del paziente.
In caso di una disabilità grave, causata da una lesione spinale o danno cerebrale estesi, vengono compromesse non solo le capacità fisiche del paziente, ma anche le sue dinamiche familiari, lo stile di vita e i suoi progetti futuri. Per far fronte alla situazione, il paziente e la sua famiglia devono creare un nuovo assetto, che favorisca una corretta gestione del corpo mutato e il reinserimento dell'individuo nella comunità. Quindi la neuroriabilitazione non si occupa solo della persona disabile, ma anche delle persone che ruotano intorno ad essa, per favorire la creazione del più alto livello di indipendenza possibile.
Le cure neuroriabilitative possono protrarsi anche per tutta la vita del paziente, vista la possibilità dell'insorgere di complicazioni mediche legate alle lesioni del sistema nervoso.
Una delle modalità di lavoro maggiormente utilizzate e diffuse in occidente per la neuroriabilitazione è il Concetto Bobath.

## Patologie
Le patologie che richiedono un intervento neuroriabilitativo sono molteplici, tra esse possono esserci i danni causati dall'ictus, la paralisi cerebrale e lesioni cerebrali anossiche o da trauma cranico. Anche le più comuni malattie neuro degenerative come la malattia di Parkinson e la sclerosi multipla necessitano di trattamento neuroriabilitativo, che spesso di protrae per tutta la vita del paziente.